# تل برمی
تل برمی یا برمک محوطه‌ای باستانی و بازمانده از دورهٔ دوره ایلامی است که در جنوب شهر رامهرمز و نزدیکی آبادی کیمه قرار است. در این تپه حفاری‌های غیرعلمی و غیرمجازی صورت گرفته و اشیائی از قبیل: مجسمه جانوران و سفال‌های نقوش و اجسام دیگر به دست آمده است. این تپه به اعتقاد بسیاری از کارشناسان، شهری ایلامی بوده که در زیر خاک مدفون شده است.

## آثار کشف شده
در چند سال گذشته کتیبه‌های مربوط به دو پادشاه ایلامی به نام‌های اونتاش ناپیریشا و شلیهاک اینشوشیناک از این محوطه به‌دست آمده‌اند، همچنین کتیبهٔ مربوط به دورۀ اکدی در این محوطهٔ باستانی کشف شد که می‌توان به‌عنوان بخشی از شناسنامهٔ تل برمی از آن نام برد.